# Атлантическа шипеста стрида
Атлантическите шипести стриди (Spondylus americanus) са вид миди от семейство Спондилусови (Spondylidae).
Таксонът е описан за пръв път от Йохан Херман през 1781 година.